# Eddie « Guitar » Burns
Eddie « Guitar » Burns (né le 8 février 1928 à Belzoni, Mississippi et mort le 12 décembre 2012) est un auteur, chanteur, guitariste et harmoniciste américain de Detroit blues.

## Discographie

### Albums
- Bottle Up & Go (1972) - Action
- Detroit Blackbottom (1975) - Big Bear Records
- Detroit (1989) - Blue Suit
- Snake Eyes (2002) - Delmark Records
- Second Degree Burns (2005) - Blue Suit

### Singles
- Notoriety Woman (1948) - Palda Records
- Hello Miss Jessie Lee (1953) - DeLuxe Records
- Biscuit Baking Mama (1954) - Checker Records
- Treat Me Like I Treat You (1957) - Chess Records
- Orange Driver (1961) - Harvey Records
- The Thing To Do (1961) - Harvey Records
- (Don't Be) Messing With My Bread (1962) - Harvey Records
- Wig Wearin' Woman (1965) - Von Records
- I Am Leaving (1965) - Von Records
- Don't Even Try It (1982) - Red Bird Records